# Balai
Pour les articles homonymes, voir Balai (homonymie).

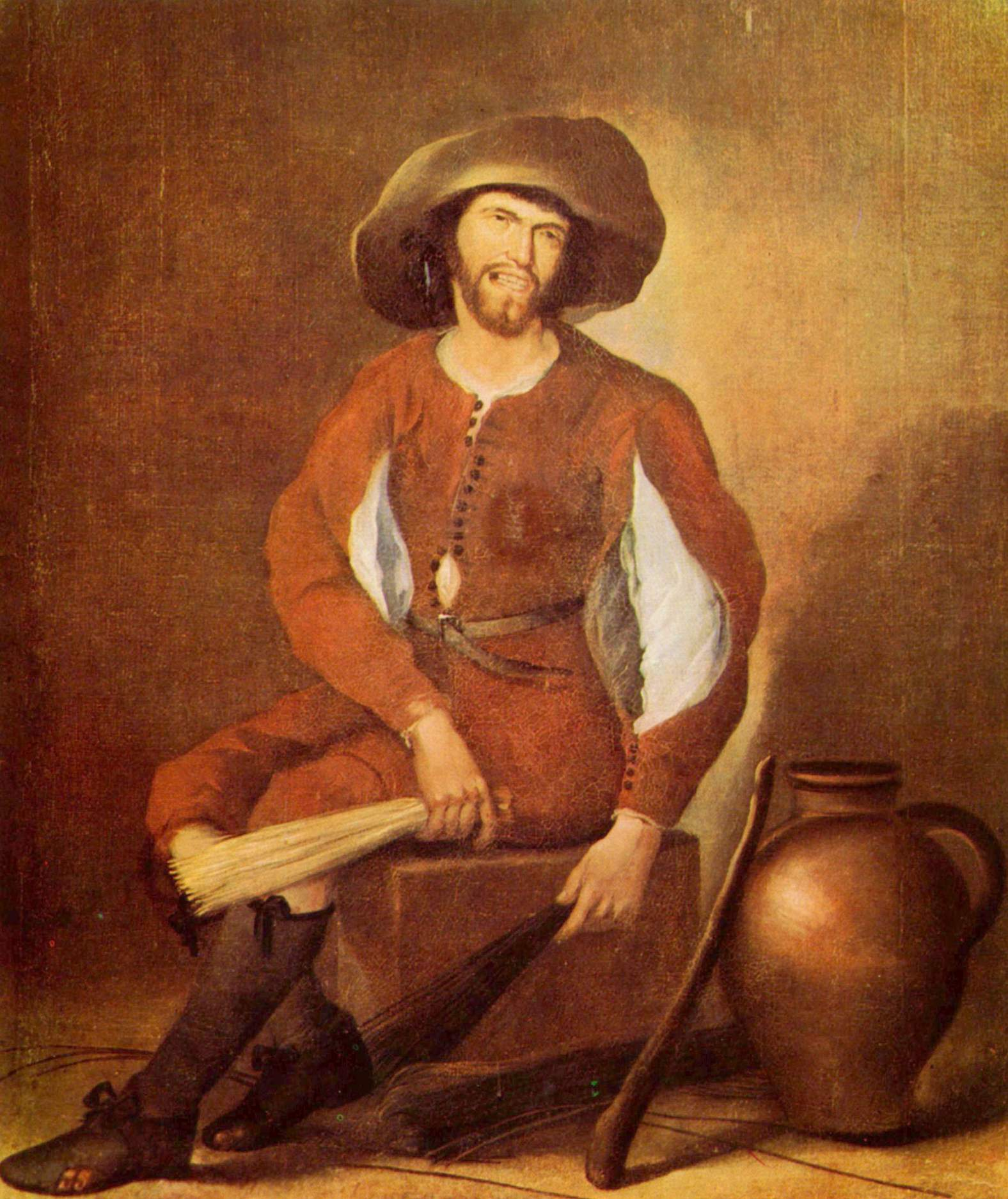
Francisco de Herrera le Vieux - Fabricant de balais (première moitié du XVIIe siècle).

Un balai est un outil de nettoyage des sols composé d'une brosse, d'un faisceau de branchettes ou bien de fibres naturelles ou synthétiques. Y est souvent fixé un long manche permettant à l'utilisateur de s'en servir debout.

## Historique
Initialement, les balais étaient de forme ronde et composés de fibres naturelles, paille ou fagots de bois.
Entre la fin du XVIe et le début du XVIIe siècle, selon Béatrice Fontanel apparait la propreté des intérieurs.
Jusqu’à la fin du XVIIIe siècle, ces outils de nettoyage, dans leur forme rudimentaire, étaient principalement constitués de branches attachées dans un tas avec un manche fait à partir d’une grosse branche.
« C’est surtout lorsque les sols des fermes, à l’origine en terre battue, ont été revêtus de dalles de pierre ou de carreaux de terre cuite, que les ménagères ont entrepris un ménage plus soigneux. Les balais se perfectionnèrent progressivement car sur un sol dur et lisse, ils devaient être souples pour être efficaces. Ceux en soie de porc étaient les plus recherchés, alors que les plus modestes étaient fabriqués avec des brindilles de bouleau que les artisans réunissaient en faisceau en les maintenant par un lien en baguette de coudrier ou de saule. Le manche, dans la plupart des cas une solide branche de frêne, était fixé à cette extrémité ».
Aux États-Unis : En 1797, un balai en sorgho est inventé puis commercialisé. 
Le mot balai est issu du breton balan (genêt), lui-même du  gaulois balano- « genêt ».

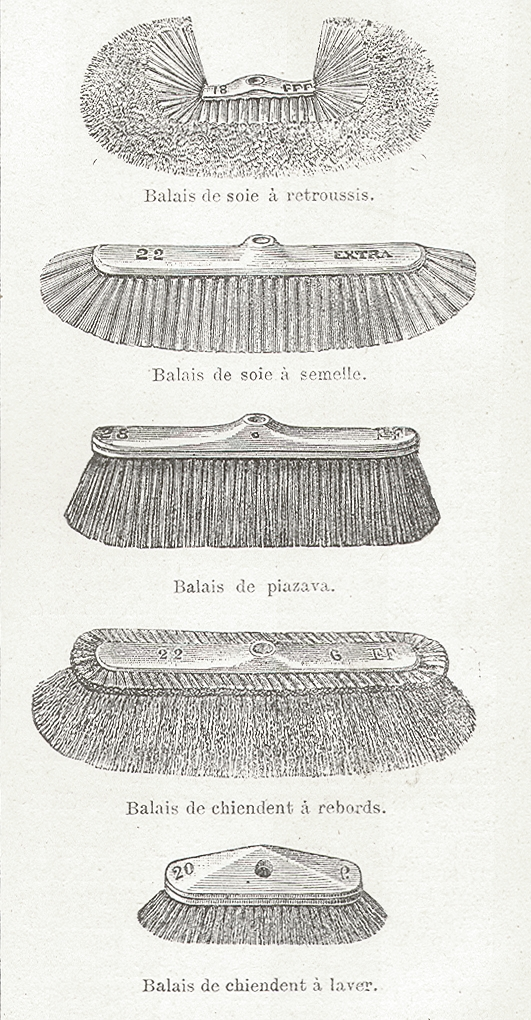
Différents types de balais
au début du XXe siècle. Dictionnaire encyclopédique de l'épicerie 1904.

Les fibres utilisées aujourd'hui sont le plus souvent en matière synthétique.

## Outils dérivés
- Le balai-brosse est un balai plat à poils très courts et rigides, traditionnellement fabriqués en racines de chiendent et de plus en plus en fibres synthétiques. Il sert à brosser les sols très encrassés ou de support à une serpillère. Il est également appelé « lave-pont », car il était utilisé sur les bateaux dont il servait à nettoyer le pont.

- Le balai à franges, appelé mop en anglais, et utilisé pour dépoussiérer, ou mocho, d'origine espagnole, conçu à Saragosse, par Manuel Jalón Corominas, pour nettoyer les sols à l'eau, conçu pour être utilisé avec un seau à essorage.

- La balayette est un petit balai à main, utilisé pour rassembler la poussière vers une pelle, ou pour nettoyer des endroits peu accessibles.

- La machine balai pour nettoyer les voiries a été inventée en 1836-1837 (à Lyon), usage en Angleterre, à Manchester[5].

- Le balai mécanique, inventé par Melville Bissell en 1876, est composé d'un réservoir plat vers lequel les poussières sont envoyées par des brosses rondes tournantes, actionnées par le mouvement du balai sur le sol ; il est utilisé sur les moquettes et les tapis.

- Le balai de sorgho  étapes de fabrication du balai de sorgho à Grisolles.
- Le balai à plat, hybride entre un balai et une serpillère pouvant servir à la fois à dépoussiérer les sols mais aussi à les laver. Il est composé d'un manche et d'une platine plate d'où il tire son nom de balai à plat.
- L'aspirateur
- Le balai de toilettes
- Le faubert, pour nettoyer le pont des bateaux
- Le balai de curling, accessoire utilisé pour balayer la surface de glace à l'avancée de la pierre

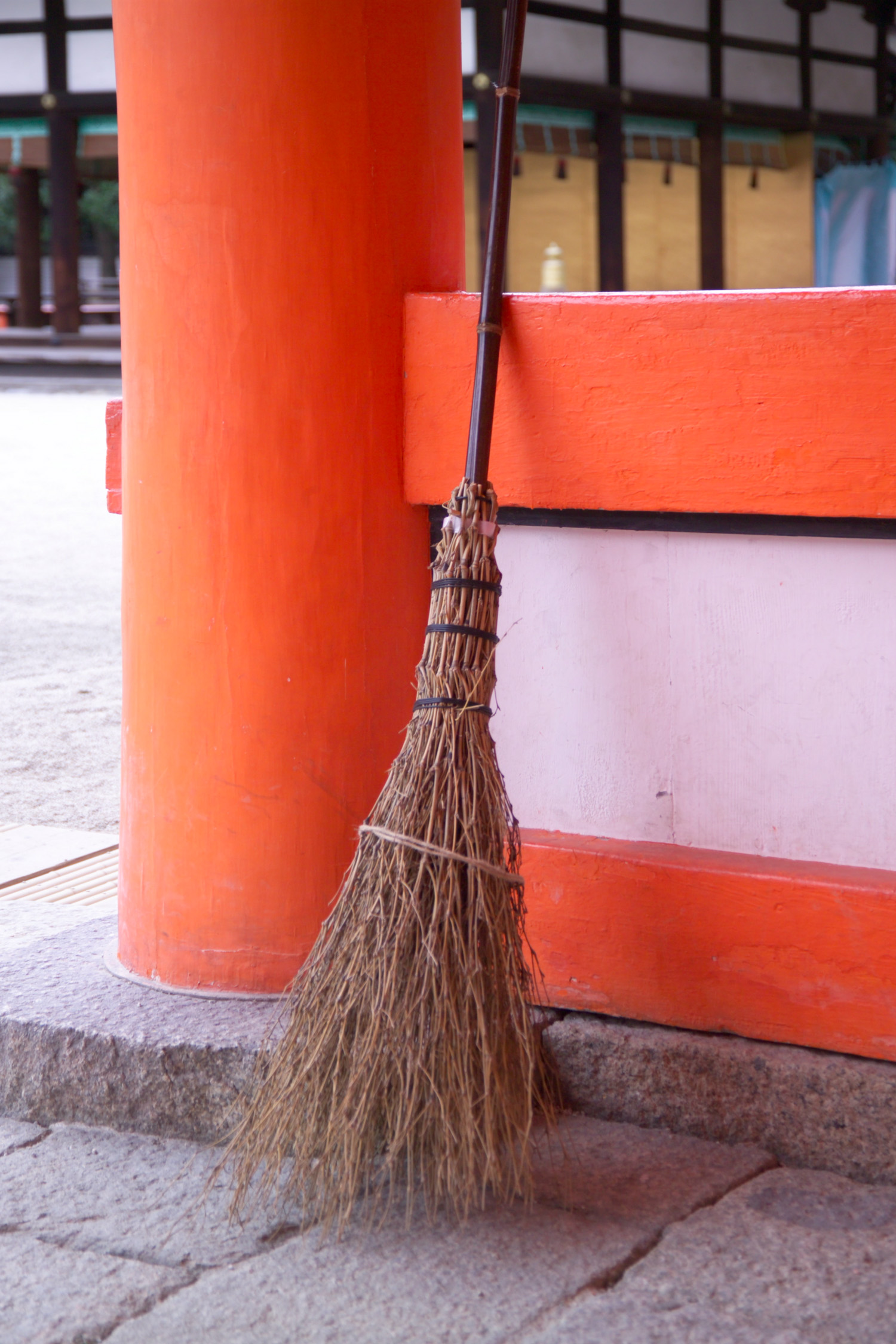
Un balai de branchettes.
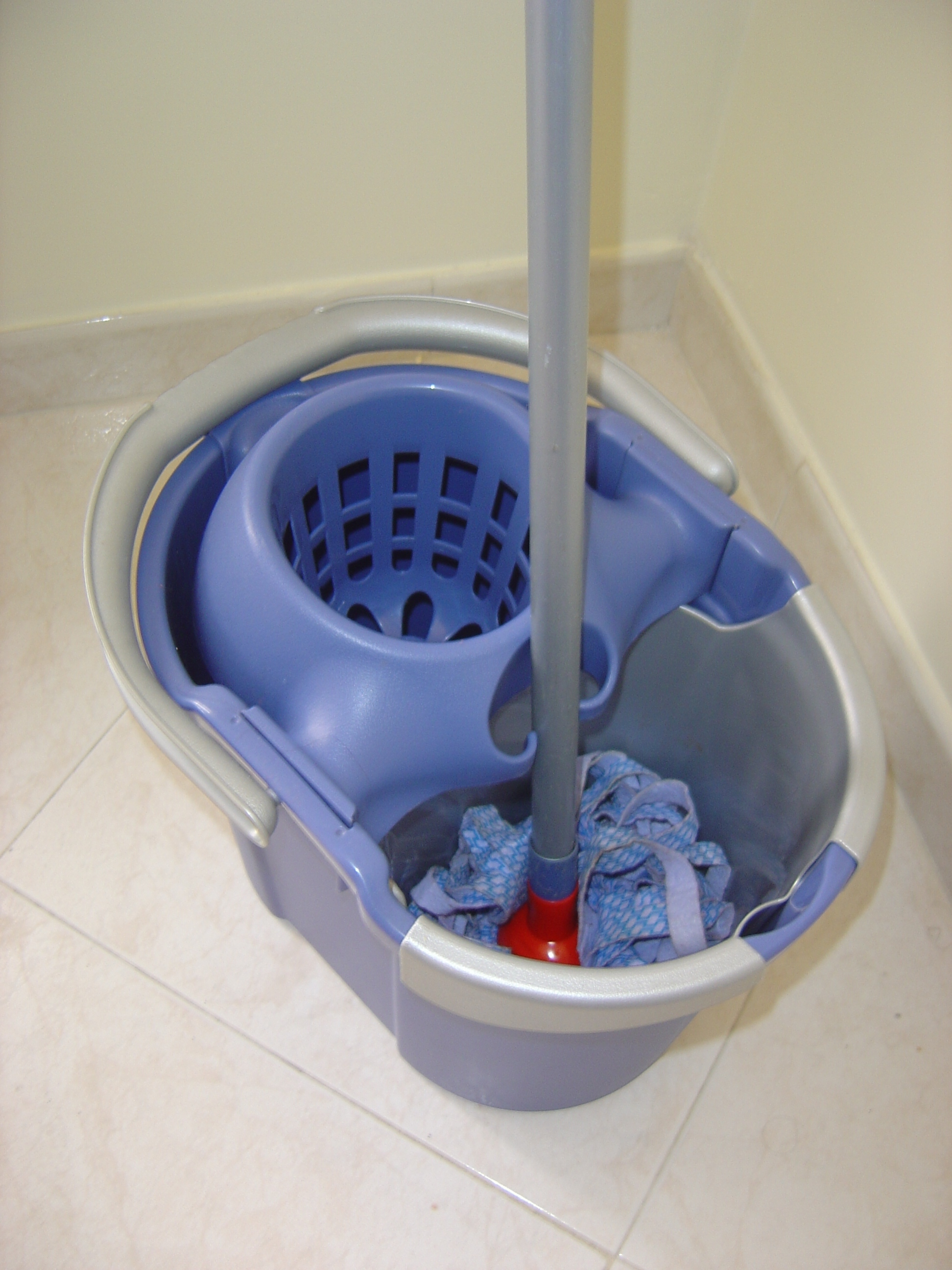
Balai à franges et seau à essorage.
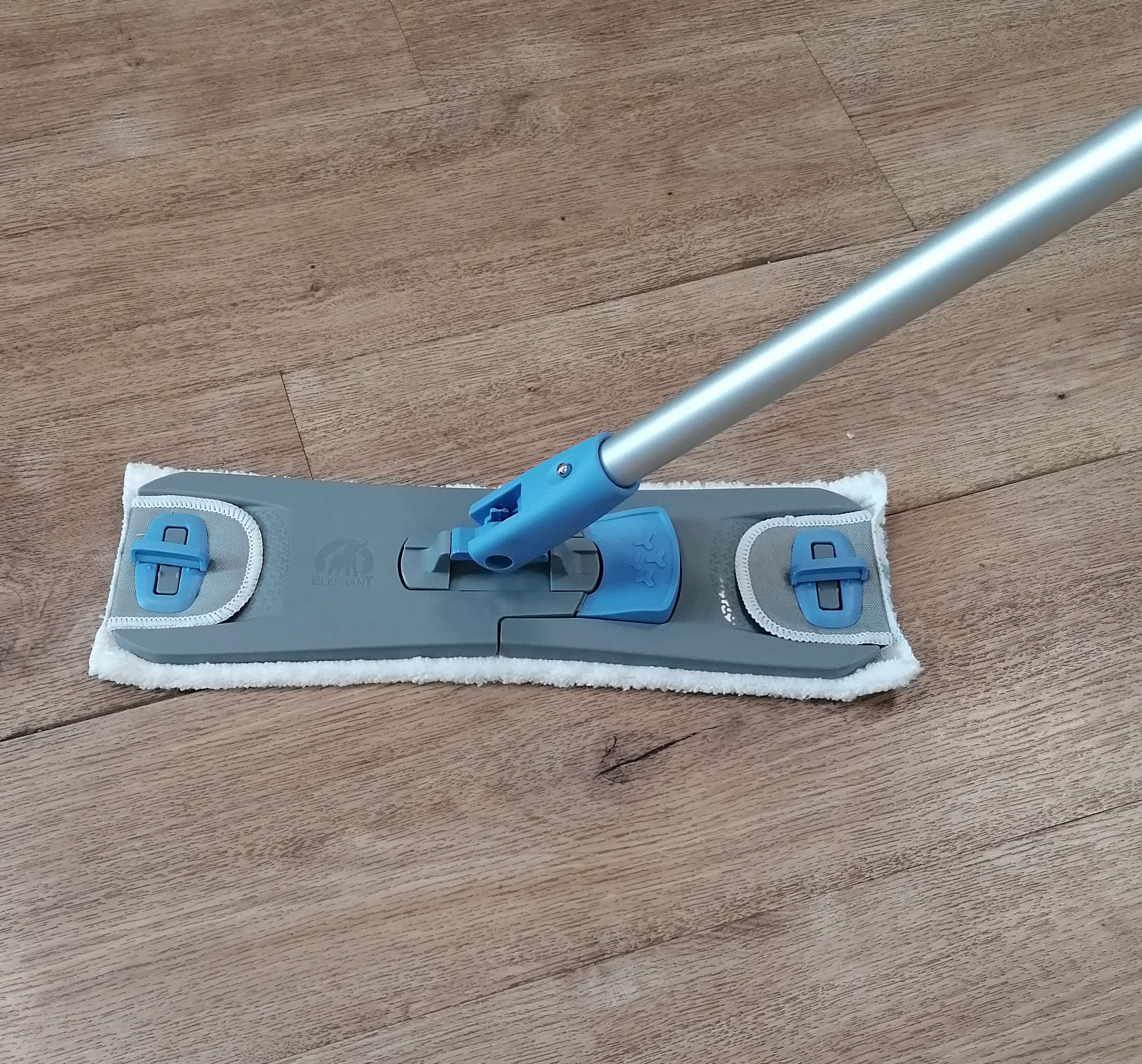
Balai à plat avec housse de lavage.

## Balais et sorcières
Les balais ont été longtemps associés aux sorcières, qui sont très souvent représentées à califourchon, volant sur un balai magique (voir aussi balai magique dans Harry Potter).

## Mœurs
Les balais sont autant un outil qu'un symbole social. En effet, les tâches ménagères sont souvent déléguées aux classes populaires. Son utilisation peut avoir une connotation négative pour certaines personnes. Les balais sont aussi le symbole de la femme au foyer, stéréotype marquant des siècles précédents.